# Iveco Bus

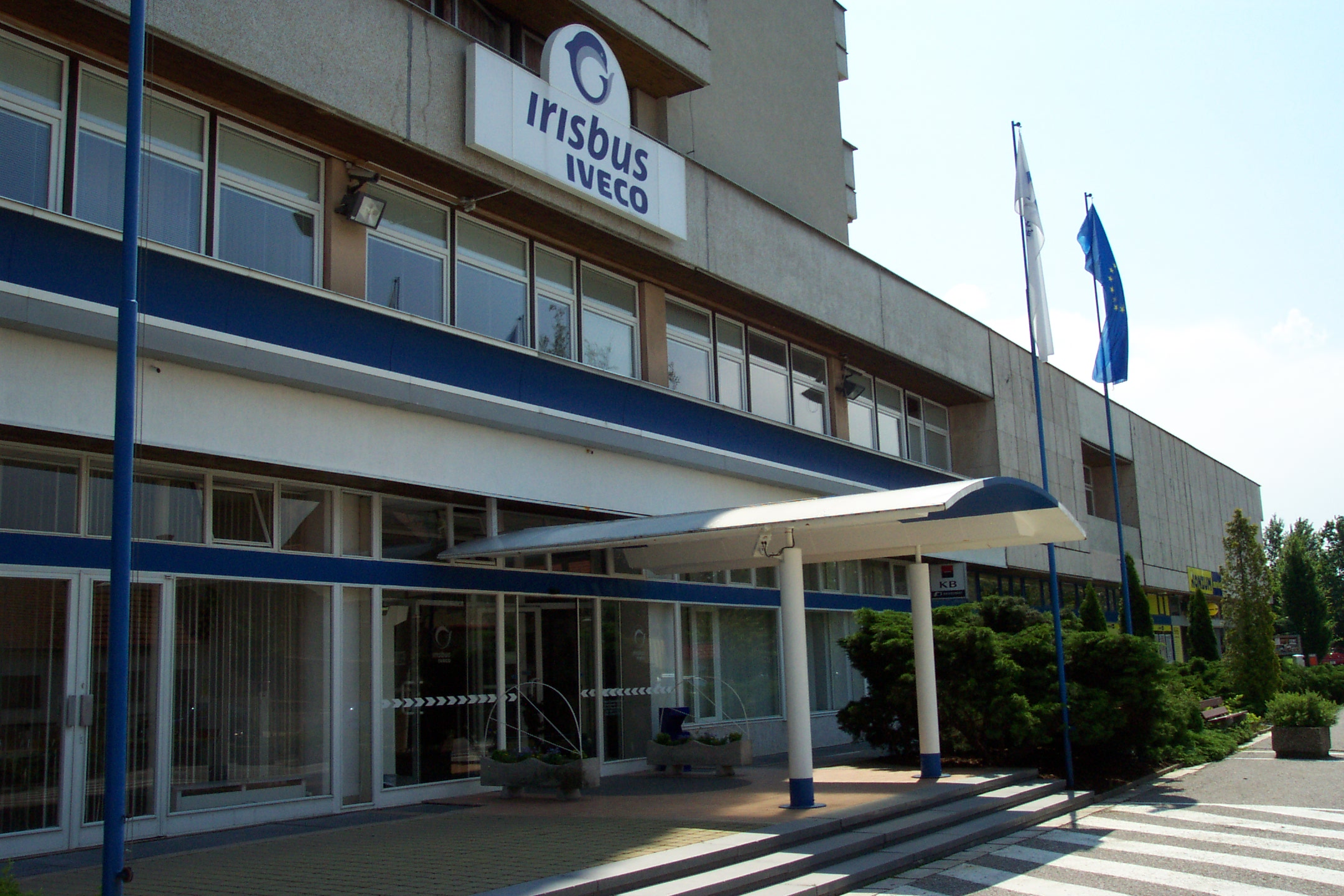
Budova společnosti Iveco Bus (bývalá Karosa) ve Vysokém Mýtě

Iveco Bus (dříve Irisbus) je výrobce autobusů, který patří do skupiny Iveco. Hlavní vedení společnosti sídlí v Lyonu ve Francii. Jeden z hlavních výrobních závodů se nachází v České republice ve Vysokém Mýtě. Nyní je Iveco Bus jednou z divizí společnosti Iveco.

## Historie
Společnost vznikla sloučením autobusových divizí společností Fiat Industrial, Iveco a Renault (součástí byla i česká Karosa) v lednu v roce 1999. Později téhož roku se připojila společnost Ikarus, ta ale byla prodána v roce 2006 Maďarské společnosti Műszertechnika. 
Od roku 2003 je 100% vlastníkem firma Iveco, společnost se přejmenovala na Irisbus Iveco. Dne 26. 5. 2013 bylo oficiálně oznámeno přejmenováni značky Irisbus Iveco na Iveco Bus.

## Výrobní závody
Hlavní výrobní závody se nachází ve Vysokém Mýtě (bývalá Karosa, nyní Iveco Czech Republic), francouzském Annonay (bývalý Renault) a italském Suzzara. Další výrobní závody společnosti Iveco, které vyrábí také díly a motory pro autobusy jsou v Itálii, Francii, Indii, Brazílii, Polsku, Rumunsku, Číně, Argentině, Malajsii a Španělsku.

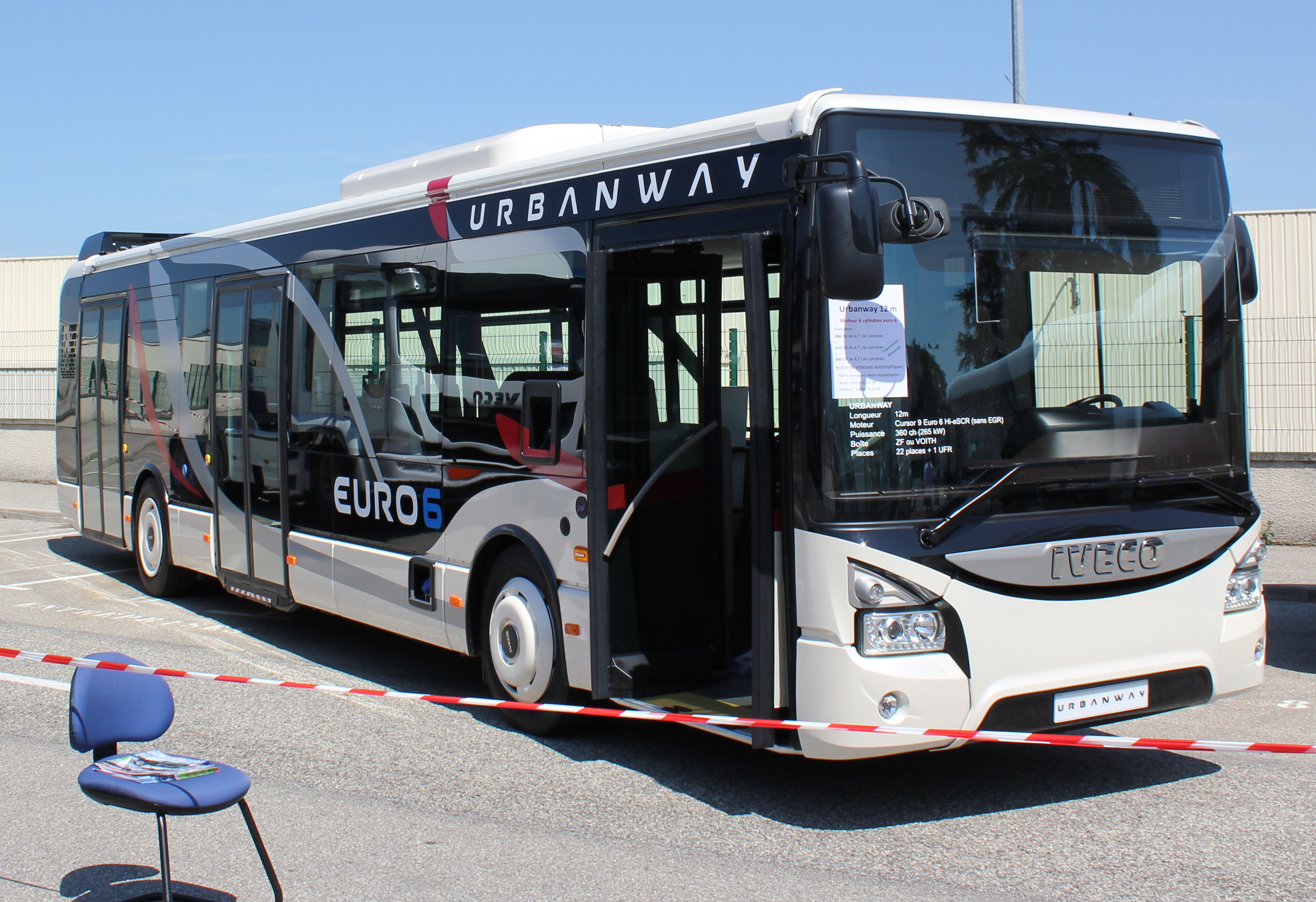
Iveco Urbanway 12M

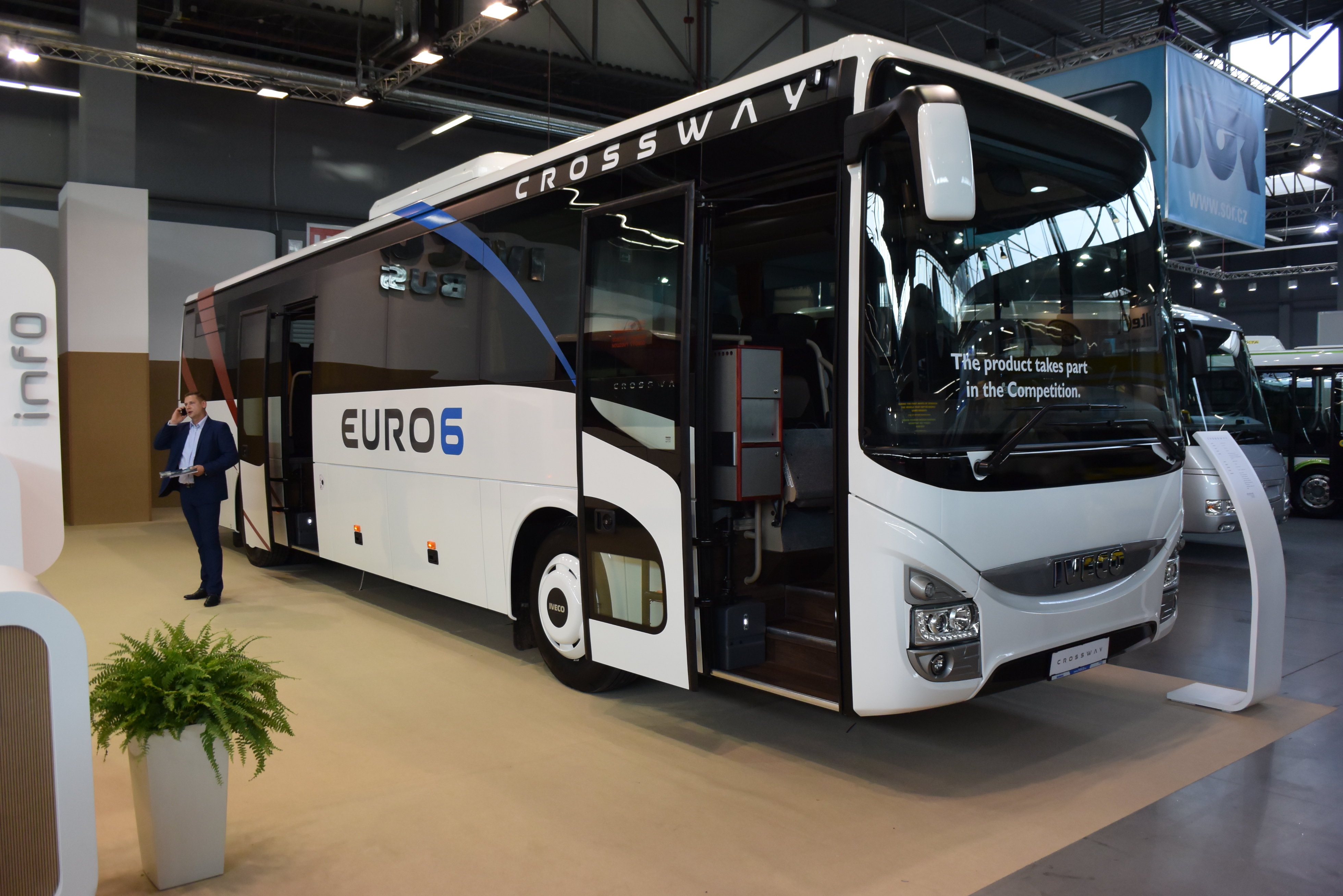
Autobus Iveco Crossway, vyráběný ve Vysokém Mýtě

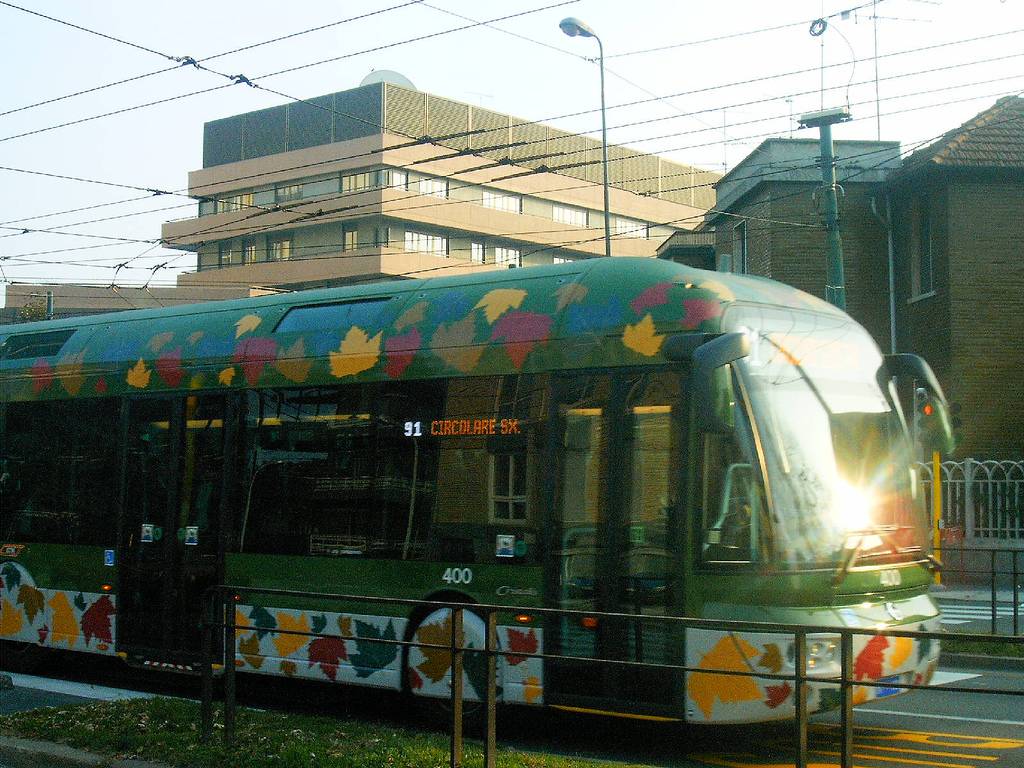
Trolejbus Irisbus Cristalis

## Modely
- Urbanway – 10,5M, 12M, 18M
- Streetway – 12M, 18M
- Crealis
- Crossway, Crossway LE
- Magelys
- Evadys
- Daily

### Dříve vyráběné
- Citelis – 10,5M, 12M, 18M
- Citybus – 12M, 18M, Agora
- Arway
- (New) Recréo
- Ares
- Récréo
- Axer
- Domino
- Daily (minibus)
- EuroClass
- Europolis
- MyWay
- CityClass
- Iliade
- Flipper
- Midway
- EuroRider
- Civis (trolejbus)
- Proway
- Proxys
- Barbi Galileo
- Happy (minibus)
- Midway (midibus)
- Midys (midibus)
- Midirider
- Euromidi
- Cristalis (trolejbus)
- Hynovis (prototyp)